# 2019冠状病毒病相关社会羞辱
由于2019冠状病毒病，有些人因被认为与病毒有联系而遭到了歧视、针对、甚至是地位的下降。那些被认作感染了病毒的人以及他们的看护人、家人、朋友、还有社区里的人，也有可能遭到此等对待。
对于这种不公平对待，个体或群体还可能会遭受种族歧视、性别歧视、以及仇恨犯罪。总的来说，最容易遭受不公平对待的有以下群体：亚洲人（特别是东亚人的和东南亚后裔或外观的人）、有过出国旅游经历的人、刚刚结束隔离的人（尤其是曾经感染病毒者）、医护工作者、以及应急服务人员。现在，无论戴口罩还是不戴口罩，都会遭受社会上的歧视以及针对。许多组织，例如联合国儿童基金会（UNICEF）、世界卫生组织（WHO）和美国疾病控制与预防中心（CDC），都将这种社会羞辱（Social stigma）的存在与它所带来的负面影响记录在案。

## 社会印象形成的原因以及影响
人们不公平对待与2019冠状病毒病有联系的人有许多解释。这个病毒是史无前例的，而且人们对于它的传播情况以及治愈方法还存在许多疑问。许多人无法进行核酸检测，而且药物也还在研发阶段。同时，关于病毒的谣言肆意，各种线上群组和积极分子传播阴谋论以及虚假信息，例如病毒是被研发出来的、病毒是个策略、病毒是因为5G技术造成的等等。
在这种文化背景下，这种疾病本身是一个未知，而且，根据许多国际卫生专家的说法，人们面对未知时会感到恐惧。 在这种情况下，他们可以通过将责任归咎于“其他人”  来应对这种恐惧，“其他人”可能包括一群人，政府或机构。 这种环境会助长有害的成见。 结果，社会凝聚力受到破坏，受影响群体的社交隔离可能会增加。在这种社交隔离下，人们由于担心遭受到歧视，因此不太可能寻求医疗帮助或服务，采取必要的预防措施或寻求社会服务。 这可能导致病毒更容易传播，从而导致严重的健康问题和控制疾病暴发的困难。此外，人们还可能遭受人身暴力和仇恨犯罪。

## 解决社会耻辱
为了消除社会羞辱，重要的是要建立对可靠的医疗服务和建议的信任，向受影响的人表示同情，并采取有效的实际措施来确保人们的安全。 
2022年7月，中國國務院總理李克強在國務院常務會議上要求，嚴禁在就業上歧視曾經感染COVID-19的康復者。
联合国儿童基金会（UNICEF）建议采取以下措施来消除社会羞辱：
- 以人为本的语言，在包括媒体在内的所有沟通渠道中，都尊重个人并以积极的口吻谈论疾病，例如：
  - 不附有该疾病的种族的或地域的信息，例如“中国病毒”，“武汉病毒”或“亚洲病毒”，并使用官方名称COVID-19或在口语中使用冠状病毒。
  - 使用“有COVID-19的人”代替“COVID-19病例”或“COVID-19受害者”或“COVID-19嫌疑人”
  - 使用诸如“后天获得的”（acquiring）或“感染的”（contracting） COVID-19的术语，而不是人们“传播COVID-19”，“感染他人”或“传播病毒”的术语，因为这暗示着故意的传播并应责怪于人。
  - 避免以可能使人印象为疾病患者做错事情的方式使用定罪或非人道化的术语，从而羞辱人。
  - 根据科学数据和最新的官方健康建议准确地讲出COVID-19的事实。
  - 不要重复或分享未经证实的谣言，并避免使用诸如“瘟疫”(plague)和“启示”(apocalypse)之类的夸张术语来表示大流行病。
  - 强调预防和治疗措施的有效性，而不是只关注负面因素或威胁信息。
- 传播准确和最新的事实，例如：
  - 使用简单的语言并避免使用复杂临床术语。
  - 吸引宗教或政治领袖和名人等社会影响者，以地理和文化上适当的方式放大信息。
  - 通过COVID-19的康复，放大已经恢复或支持亲人的当地人的故事和图像。
  - 描绘不同种族的群体，并使用中立的且不暗示任何种族的符号和格式。
  - 践行符合道德的新闻：过度关注患者责任的报道可能会增加对患有这种疾病的人的羞辱。 举例来说，每个国家推测COVID-19来源的新闻都会增加对这些人的羞辱。
  - 与解决社会羞辱和社会成见观念的其他倡议相联系。
- 遵守交流技巧[4]：
  - 纠正错误的观念，同时承认人们的感受和随后的行为是真实的，即使他们的基本假设是错误的。
  - 分享富有同情心的叙述和故事，使受影响的个人和群体的奋斗变得人性化。
  - 交流对前线工作人员的支持。

根据联合国人口基金称，助产士在减少社会羞辱和与人们普遍认为应避免使用卫生设施的斗争中起着至关重要的作用。